# Giovanni Leonardi
Giovanni Leonardi (Diecimo di Borgo a Mozzano, 1541 circa – Roma, 9 ottobre 1609) fu un presbitero italiano. Fondò l'Ordine dei Chierici Regolari della Madre di Dio (detti Leonardini) e fu promotore del Collegio Missionario di Propaganda Fide. È stato proclamato santo da papa Pio XI nel 1938.

## Biografia
Nacque attorno al 1541 da una famiglia di agricoltori benestanti del villaggio di Diecimo, oggi frazione del comune di Borgo a Mozzano, nella Repubblica di Lucca: durante gli studi in farmacia condotti a Lucca, si avvicinò alla confraternita laica dei Colombini, vicina alla spiritualità del Savonarola e sotto la direzione dei Padri Domenicani. Esercitò per alcuni anni la professione dello speziale nel suo paese natale, ma attorno al 1568 decise di dedicarsi allo studio della teologia e venne ordinato sacerdote il 22 dicembre 1572: intraprese la predicazione e l'insegnamento del catechismo, istituendo anche una Congregazione della Dottrina cristiana.
Assieme ad altri due o tre sacerdoti, il 1º settembre 1574 fondò presso la chiesa di Santa Maria della Rosa di Lucca la congregazione dei Preti Riformati della Beata Vergine, dedita all'apostolato e alla formazione del clero: i sacerdoti della nuova famiglia religiosa aumentarono velocemente di numero e per loro il fondatore redasse le Constitutiones Clericorum Regularium Matris Dei, subito approvate dal vescovo di Lucca Alessandro Guidiccioni e confermate da Clemente VIII con il breve Ex quo divina majestas (13 ottobre 1595). La congregazione venne elevata ad ordine religioso il 3 novembre 1621 da Gregorio XV, assumendo l'attuale nome di Ordine dei Chierici Regolari della Madre di Dio.
Venne poi espulso dalla Repubblica di Lucca con l'accusa di disturbo all'ordine pubblico e mancanza di rispetto alle autorità costituite e si rifugiò a Roma.
Nel 1596 papa Clemente VIII nominò il Leonardi visitatore apostolico e commissario con l'incarico di riformare, secondo i canoni del Concilio di Trento, le congregazioni benedettine di Montevergine, di Vallombrosa, e di Monte Senario; fu anche incaricato dal pontefice di dirimere una controversia tra il vescovo di Nola e il viceré di Napoli relativa al Santuario della Madonna dell'Arco.
Clemente VIII, con il Breve Apud Sanctum Marcum del 14 agosto 1601, affidò al Leonardi e alla sua congregazione la Chiesa e la parrocchia di Santa Maria in Portico, con l'icona della Beata Vergine Maria Romanae Portus Securitatis, presso la quale la famiglia religiosa stabilì la sua Curia generalizia (trasferita nel 1662 in Santa Maria in Campitelli).
A Roma il sacerdote ebbe anche modo di conoscere e frequentare il suo conterraneo Filippo Neri, come lui impegnato nel moto di riforma della Chiesa: gli espresse anche l'intenzione di partire come missionario per le Americhe, ma ne fu dissuaso. Con il prelato spagnolo Juan Bautista Vives y Marja diede vita a Roma ad un movimento missionario che, dopo la sua morte, portò all'istituzione del Collegio Missionario di Propaganda Fide (1624, poi Università Urbaniana) e all'erezione della Sacra Congregazione per la Propagazione della Fede (1627). Assieme a Juan Bautista Vives y Marja e Martin de Funes nel marzo 1608 scrisse a papa Paolo V una lettera mirante a riaccendere lo spirito missionario della Chiesa, con particolare riferimento alle terre del Sudamerica.

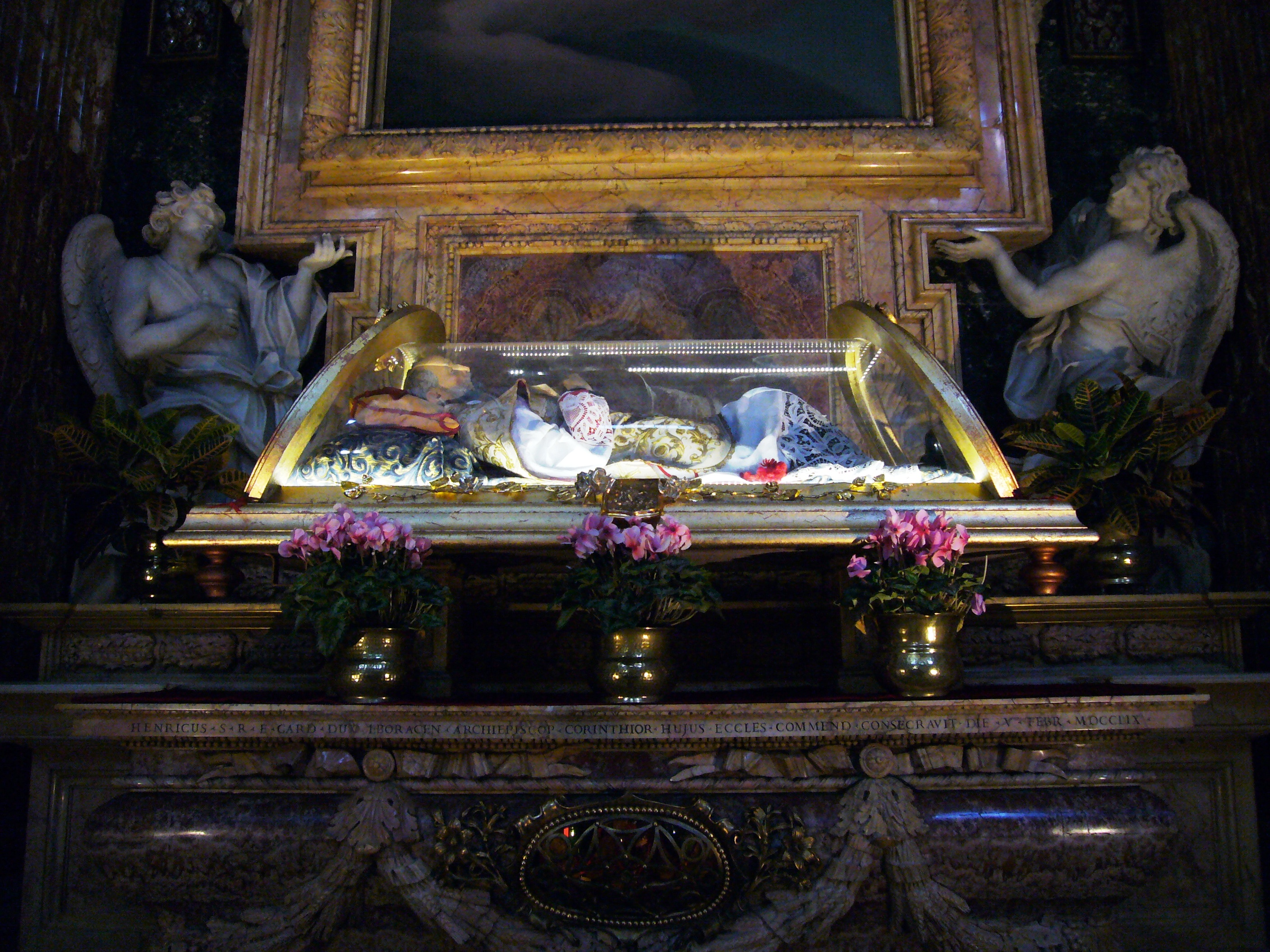
Corpo sull'altare di Santa Maria in Portico in Campitelli

Morì sessantottenne a Roma nel 1608 e venne sepolto nella Chiesa di Santa Maria in Portico: per interessamento del cardinale di York, la sua salma venne traslata nel 1662 nella Chiesa di Santa Maria in Portico in Campitelli (suo titolo cardinalizio). Il 25 aprile 1951 con il decreto del cardinale vicario Francesco Marchetti Selvaggiani "Percrescente incolarum" venne eretta la Chiesa di San Giovanni Leonardi, in piazza dei Cigni a Roma.

## Culto
Fu dichiarato venerabile da Clemente XI nel 1701 e venne beatificato il 10 novembre 1861 da Pio IX. Nel 1893 Leone XIII volle che il suo nome fosse iscritto nel Martirologio Romano (cosa non ancora mai accaduta per i beati, ad eccezione dei pontefici); papa Pio XI lo canonizzò il 17 aprile 1938. L'8 agosto 2006 la Congregazione per il Culto Divino e la Disciplina dei Sacramenti, in forza delle facoltà concessele da papa Benedetto XVI, lo ha proclamato Santo Patrono di tutti i farmacisti. La memoria liturgica ricorre il 9 ottobre.